# Avenue des Champs-Élysées
Avenue des Champs-Élysées [avəˌnydeˌʃɑ̃zeliˈze] (česky Elysejská pole) je bulvár v Paříži v 8. obvodu. Champs-Élysées je nejznámější ulicí v Paříži a jednou z nejznámějších ulic obecně, čemuž odpovídá i výše nájemného, které patří dlouhodobě k nejvyšším na světě, k roku 2023 průměrná výše nájmu překračovala 11 000 €/m2/rok, tedy více než čtyřnásobek nájmu v pražské ulici Pařížská, nejdražší ulici v ČR.
Bulvár je dlouhý necelé dva kilometry, široký 70 m a spojuje náměstí Place de la Concorde a Place Charles-de-Gaulle s Vítězným obloukem. Pod ulicí vede linka 1 pařížského metra. Avenue des Champs-Élysées je součástí tzv. historické osy. Horní část bulváru je lemována kiny, kavárnami a luxusními obchody. V dolní části bulváru se nachází park a Elysejský palác – rezidence francouzských prezidentů. Na Champs-Élysées každoročně koncem července končí etapový cyklistický závod Tour de France. Na státní svátek 14. července se zde konají slavnostní vojenské přehlídky.

## Název
Svůj současný název nese Avenue des Champs-Élysées od roku 1789. Výraz Elysejská pole odkazuje na Elysium, kam podle řecké mytologie po smrti odcházely duše významných hrdinů. Promenáda osázená stromy se nazývala původně Grand Cours (Velká promenáda). V roce 1670 získala oficiální označení Grande Allée du Roule, poté 1680 Avenue du Palais des Thuilleries a v roce 1778 v dolní části Avenue de la Grille Royale a v horní Avenue de Neuilly.

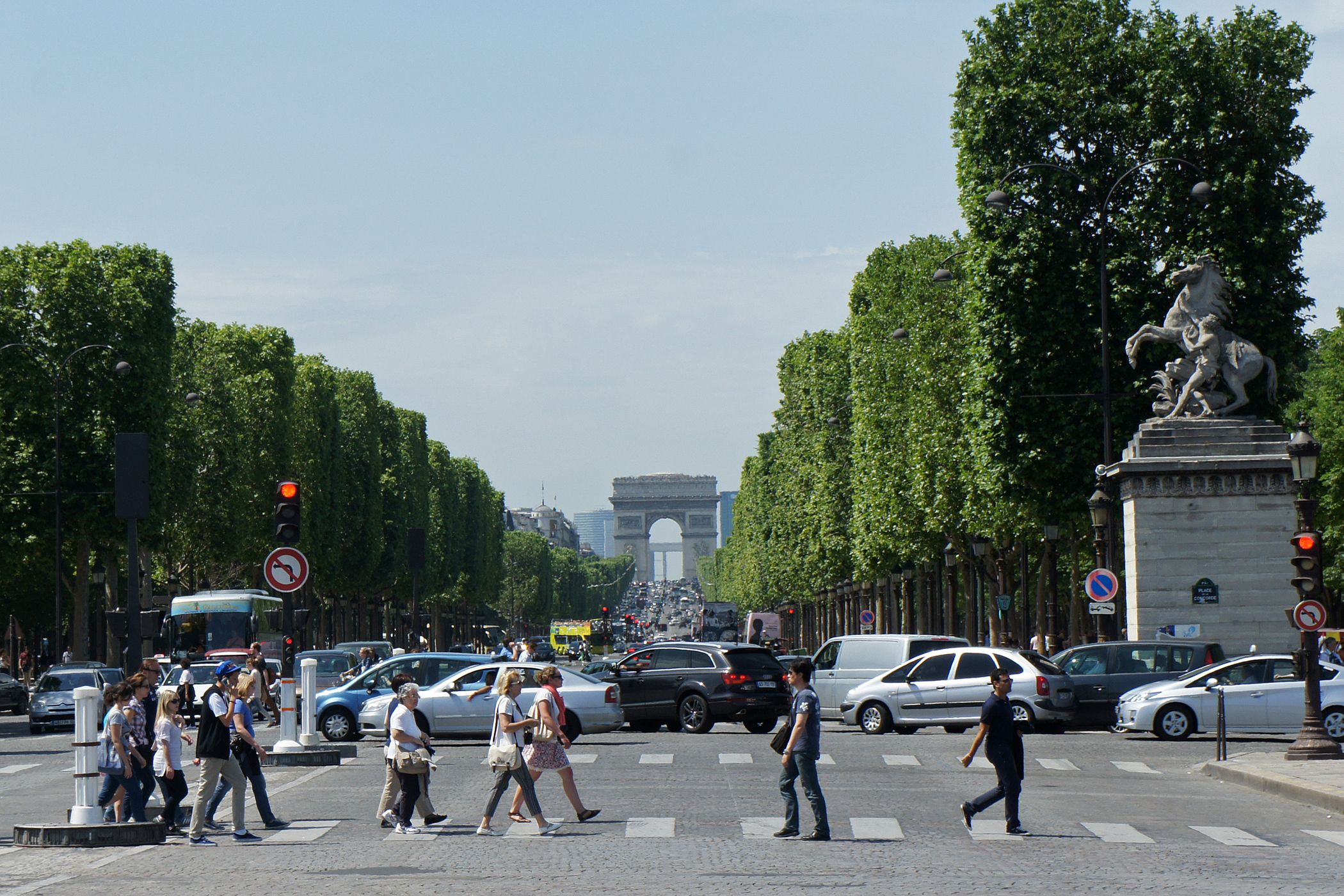
Počátek Champs-Élysées, vlevo Koně z Marly

## Poloha
V dolní, východní části je avenue obklopená z obou stran parkem Jardins des Champs-Élysées. Zde byly v roce 1900 u příležitosti světové výstavy vybudovány Petit Palais a Grand Palais. Severně na park navazuje areál Elysejského paláce, který je od roku 1873 sídlem francouzského prezidenta. Nedaleko odtud se nacházejí divadla Théâtre Marigny a Théâtre du Rond Point. Divadlo Théâtre des Champs-Élysées stojí nedaleko. Od náměstí Rond-point des Champs-Élysées-Marcel-Dassault je horní, západní úsek Champs-Élysées obklopen domy s obchody, kiny, kavárnami, restauracemi apod.
Avenue des Champs-Élysées je součástí tzv. historické osy, která začíná na východě u paláce Louvre a Arc de Triomphe du Carrousel pokračuje přes Tuilerijské zahrady a Place de la Concorde na Champs-Élysées a přes ni k Vítěznému oblouku. Odtud míří po Avenue de la Grande-Armée a Avenue Charles-de-Gaulle až ke čtvrti La Défense, kde končí u La Grande Arche.
Pod avenue prochází linka 1 pařížského metra a je zde pět stanic, kde se kříží další linky: Concorde (  ), Champs-Élysées – Clemenceau ( ), Franklin D. Roosevelt ( ), George V () a Charles de Gaulle – Étoile (  ). Pro linku RER A pak byla vybudována stejnojmenná stanice RER.

## Historie
Za zahradami Tuilerijského paláce se původně nacházely pole a zahrady. V roce 1616 nechala Marie Medicejská v jižní části tohoto území zřídit na břehu Seiny promenádu osázenou stromy zvanou Cours la Reine (Královnina promenáda).

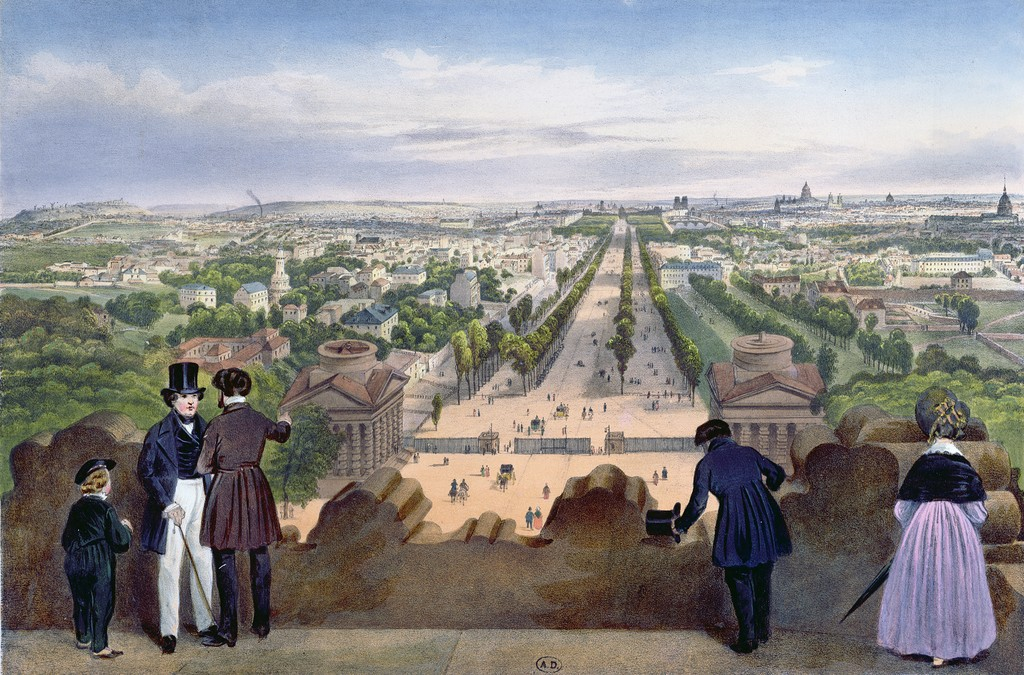
Pohled na Champs-Élysées z Vítězného oblouku, kolem 1850

Za vlády Ludvíka XIV. z iniciativy jeho ministra Colberta vytvořil v roce 1667 architekt André Le Nôtre druhou promenádu severněji paralelní ke Cours la Reine. Tato Grand Cours začínala jako prodloužení centrální aleje Tuilerijských zahrad a na ní navazovala Champs-Élysées, která byla jejím prodloužením směrem na západ.
V roce 1724 byla zahrada vedoucí od Tuilerijských zahrad připojena k avenue a rozšířena až na Place de l'Étoile (nyní Place Charles-de-Gaulle). Elysejská pole byla otevřeným parkem, po stranách osázeným skupinami stromů. Na východním konci pak Ludvík XV. nechal v roce 1754 založit dnešní Place de la Concorde.
Na konci 18. století byly Champs-Élysées velmi populární a s parkem sousedily zahrady paláců na předměstí Faubourg Saint-Honoré. Největší z těchto staveb byl Elysejský palác dokončený roku 1722. Část ulice od Rond-point des Champs-Élysées k náměstí Place de l'Étoile, kde se dnes setkává dvanáct ulic, byla postavena za vlády Napoleona I., který chtěl prostřednictvím rozsáhlých městských projektů modernizovat Paříž. Až v roce 1828 se avenue stala majetkem města Paříže a byla vybavena veřejným osvětlením. Na konci 19. století se Avenue des Champs-Élysées stala místem setkání vyšších vrstev.
Rakouský spisovatel Ödön von Horváth byl na Champs-Élysées dne 1. června 1938 během bouřky usmrcen padající větví.
Poslední rekonstrukcí prošla avenue v roce 1993, kdy byly rozšířeny chodníky a vysázena druhá řada stromů.

## Obchod

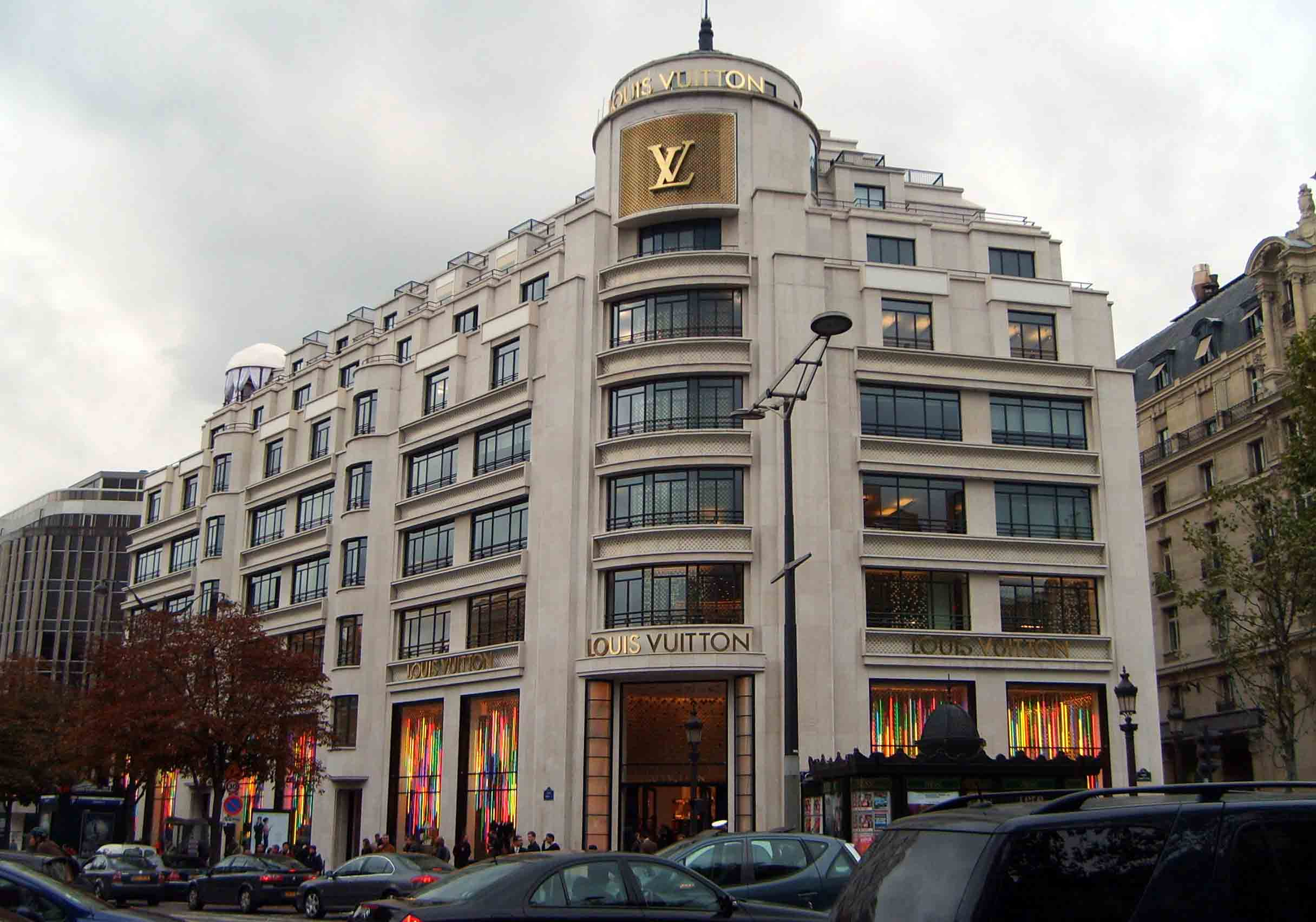
Obchod Louis Vuitton

Vzhledem k vysokým nájmům bydlí dnes v ulici jen velmi málo obyvatel. Horní poschodí budov byla přestavěna převážně na kanceláře obchodních zastoupení a finančních institucí a v přízemí se nacházejí obvykle pasáže s obchody, restauracemi, kavárnami a bankami. Naopak ubyly dříve silně zastoupené letecké a automobilové koncerny. Avenue opustila i hlavní kancelář turistického ruchu Office de Tourisme de Paris. Oproti tomu stoupá počet franšízingových podniků obchodů a pohostinství včetně podniků rychlého občerstvení.
Už v roce 1860 uzavřeli majitelé obchodů podél avenue Syndicat d'Initiative et de Défense des Champs-Élysées (Sdružení na podporu a ochranu Champs-Élysées), který se v roce 1916 pod předsednictvím Louise Vuittona změnil v asociaci a od roku 1980 působí pod názvem Comité des Champs-Élysées. Tento nejstarší existující výbor v Paříži má za úkol udržet a rozvíjet prestiž Champs-Élysées jako významné nákupní třídy. Dodnes má právo veta ohledně otevírání nových obchodů na Champs-Élysées a prosazuje prodlužování otevírací doby obchodů.

## Pamětihodnosti

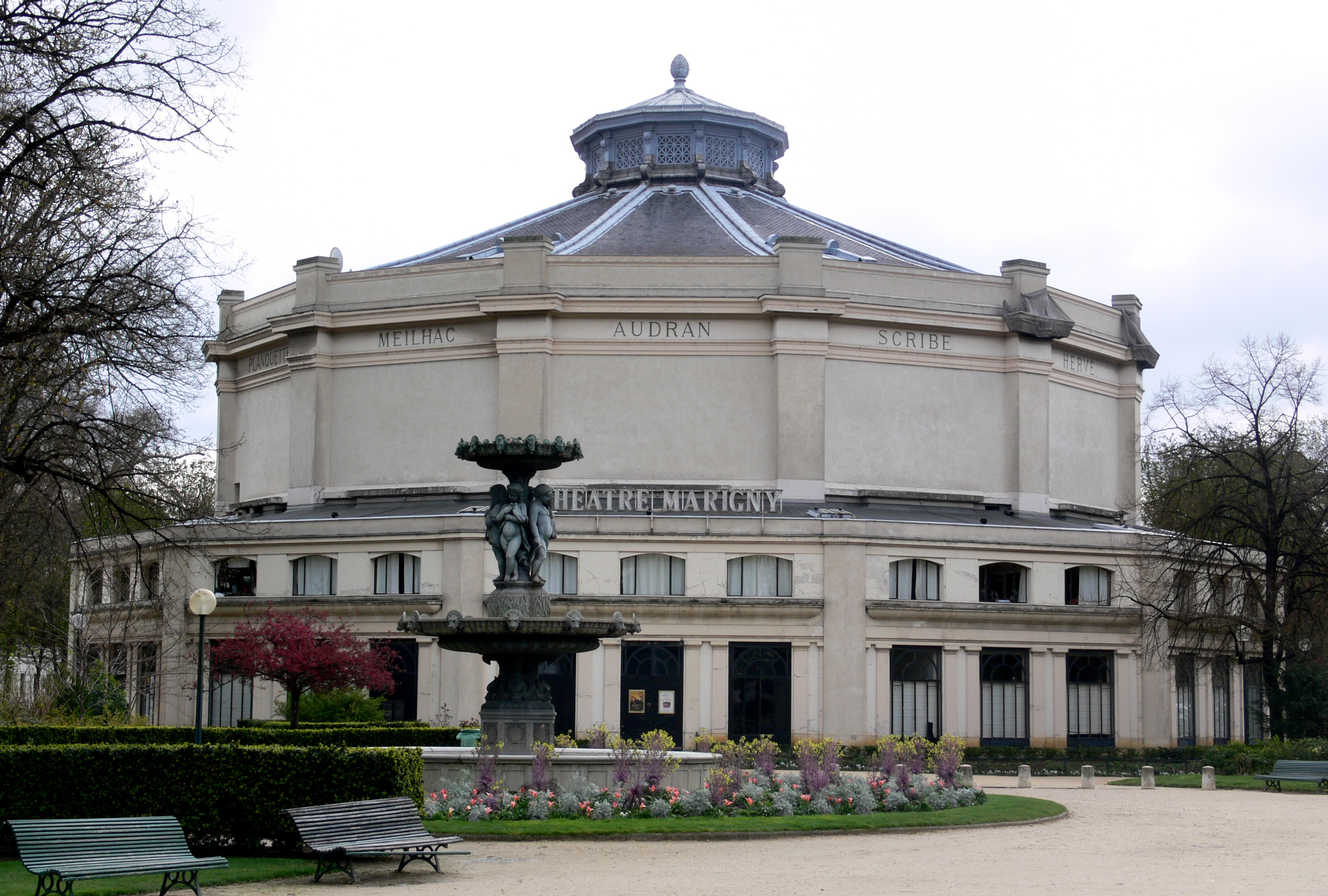
Théâtre de Marigny

V dolní části zahrad se nacházejí Grand Palais, Petit Palais, zahradní portál Elysejského paláce, Théâtre de Marigny, Théâtre du Rond-Point, loutkové divadlo (od roku 1836).
V horní části avenue:
- dům č. 25: Hôtel de la Païva
- dům č. 99: Hôtel Fouquet's Barrière
- dům č. 103: Élysée Palace
- dům č. 166: varieté Lido
- Théâtre des Champs-Élysées (v Avenue Montaigne)

## Události
Každoročně 14. července se při oslavě dobytí Bastily na Champs-Élysées koná vojenská přehlídka za účasti francouzského prezidenta.
Od roku 1975 zhruba o dva týdny později končí na avenue Tour de France.